# Tripterygium
Tripterygium Hook.f. – rodzaj roślin należący do rodziny dławiszowatych (Celastraceae). Obejmuje trzy gatunki, w niektórych ujęciach traktowane jako jeden – T. wilfordii. Występują one we wschodniej Azji na obszarze od Wietnamu i Mjanmy po Japonię i Półwysep Koreański. Rosną w lasach i zaroślach. Wyróżniają się na tle rodziny suchymi owocami zaopatrzonymi w trzy skrzydełka.
Rośliny te są uprawiane jako ozdobne. Korzenie używane są jako insektycydy i leczniczo, przeciw nowotworom. Zawierają alkaloidy skutecznie ograniczające aktywność wirusa HIV.

## Morfologia
PokrójWspinający się półkrzew, czasem częściowo drewniejące pnącze osiągające do 6 m, rzadko do 10 m wysokości. Młode pędy są krótko owłosione, czasem nieco kanciaste.
LiścieSezonowe, skrętoległe, pojedyncze. Ogonek od 1 do 2 cm, wsparty równowąskimi i odpadającymi przylistkami. Blaszka od okrągławej do eliptycznej i jajowatej, długości zwykle ok. 8–12 cm, piłkowana na brzegu.
KwiatyObupłciowe, czasem też jednopłciowe, zebrane w okazałe kwiatostany wiechowate wyrastające w kątach liści i na szczycie pędu. Poszczególne kwiaty są drobne, do 4–6 mm średnicy i długości, białawe, zielonkawe lub żółtawozielone. Kielich jest półkulisty o średnicy 1 mm, z 5 działkami. Korona kwiatu składa się z pięciu płatków, owalnych, o szczycie zaokrąglonym, osiągających do 2,5 mm długości. Pręcików jest 5, osadzone są na mięsistym, zielonym dysku. Zalążnia górna, z trzech owocolistków, trójkanciasta, szyjka słupka krótka zwieńczona purpurowym, główkowatym znamieniem.
OwoceTrójkanciaste skrzydlaki o długości ok. 1–2 cm, zielone do różowych.

## Systematyka
Pozycja systematyczna
Rodzaj należy do podrodziny Celastroideae w obrębie rodziny dławiszowatych (Celastraceae).
Wykaz gatunków
- Tripterygium doianum Ohwi
- Tripterygium regelii Sprague & Takeda
- Tripterygium wilfordii Hook.f.